# Ermita de Nuestra Señora del Congost
La ermita de Nuestra Señora del Congost (en ribagorzano Nostra Senyora del Congost) es una antigua iglesia de estilo románico situada en la parte aragonesa del desfiladero de Monrrebei, en el término municipal de Viacamp y Litera, en la comarca de la Ribagorza.

## Historia
El templo fue edificado al límite mismo del precipicio, sobre el curso del río Noguera Ribagorzana, que en dicha época carecía de embalse. A poniente de la ermita, una visera alargada rocosa protege lo que en su momento debió ser una población medieval estable. La iglesia fue edificada simultáneamente con la torre militar, hacia el año 1070, y de esa misma época datan las hiladas de sillares que perduran como zócalo de la cabecera del ábside y de algunos otros puntos de los muros laterales.
Se inició en el rómanico, posiblemente en el siglo XII y se utilizó para ello sillar regular, bien escuadrado. Consta de una nave rectangular que remata en un ábside semicircular con ventana central de doble derrame y bóveda de cuarto de esfera. La nave tiene cubierta de bóveda de cañón apuntada lo que indica que fue levantada más tarde, en época gótica. La puerta se encuentra en el muro oeste.

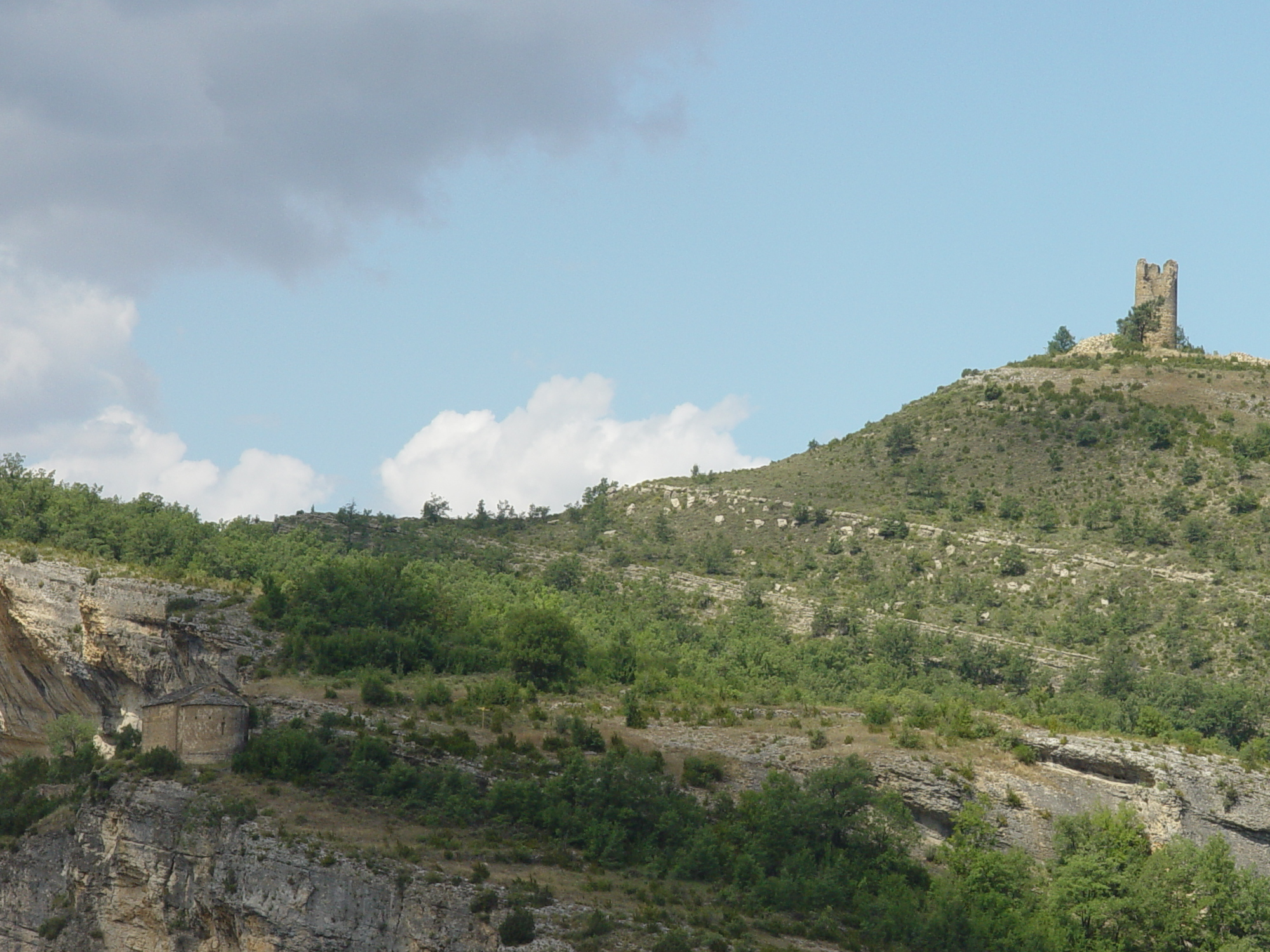
Ermita de Nuestra Señora del Congost y al fondo la torre del castillo

Fue restaurada con acierto en los años noventa del siglo XX y, con este motivo, se eliminó el alto coro en madera existente a sus pies y se dejó la piedra vista en el interior, al tiempo que se dotó al edificio de cubiertas adecuadas.
Se sitúa a escasos metros del castillo de Chiriveta.

## Catalogación
Se encuentra inscrita en el Inventario del Patrimonio Cultural Aragonés por lo que según la ley 3/1999 de 10 de marzo del Patrimonio Cultural Aragonés tiene la protección de Bien inventariado del patrimonio cultural aragonés.